# Sodali Do It Better
Sodali Do It Better è il secondo album dal vivo dei Nanowar of Steel pubblicato nel 2020.

## Tracce
1. Declination – 1:19
2. Barbie, MILF Princess of the Twilight – 5:15
3. The Call of Cthulhu – 3:31
4. Buonasera (Interlude) – 1:02
5. Bestie di Seitan – 4:18
6. Il Nettare degli Gay (Interlude) – 0:52
7. Ode al Cetriolo, Ortaggio Prestigioso – 9:03
8. Lucciole (Interlude) – 1:13
9. V per Viennetta – 5:22
10. Alimentazione (Interlude) – 1:56
11. Il Cacciatore della Notte – 3:18
12. Wall of Love – 4:01
13. Tutte Cagne – 4:28
14. Astrofisica (Interlude) – 2:22
15. Uranus – 4:18
16. Foppapedretti (Interlude) – 2:28
17. Sottosegretari alla Presidenza della Repubblica del True Metal – 4:59
18. Lecco (Interlude) – 2:22
19. Hail to Liechtenstein – 5:10
20. Pillola (Interlude) – 0:47
21. Odino & Valhalla – 5:27
22. Giorgio Mastrota (The Keeper of Inox Steel) – 5:27
23. Preludio Feudale (Interlude) – 2:40
24. Feudalesimo e Libertà – 5:36

Durata totale: 87:14